# Kjelkvika
Kjelkvika est une localité du comté de Nordland, en Norvège.

## Géographie
Administrativement, Kjelkvika fait partie de la kommune de Tysfjord.